# NGC 4261
NGC 4261 é uma galáxia elíptica (E2) localizada na direcção da constelação de Virgo. Possui uma declinação de +05° 49' 28" e uma ascensão recta de 12 horas, 19 minutos e 23,1 segundos.
A galáxia NGC 4261 foi descoberta em 13 de Abril de 1784 por William Herschel.